# فام بنه منه
فام بنه منه هو دبلوماسي وسياسي فيتنامي، ولد في 26 مارس 1959 في محافظة نام دنه في فيتنام. نشط حزبياً في الحزب الشيوعي الفييتنامي. وقد انتخب عضو الجمعية الوطنية الفيتنامية ‏.

## وصلات خارجية
- الموقع الرسمي